# Tennis als Jocs Olímpics d'estiu de 2004
Els Jocs Olímpics d'Estiu de 2004 celebrats a la ciutat d'Atenes, Grècia, es van disputar 4 proves tennístiques, dues en categoria masculina i dues en categoria femenina, tant a nivell individual com en dobles. La competició se celebrà al Centre Olímpic de Tennis sobre pista dura (DecoTurf) entre els dies 15 i 22 d'agost de 2004.
Hi participaren un total de 124 tennistes, entre ells 64 homes i 60 dones, de 60 comitès nacionals diferents.

## Resum de medalles

### Categoria masculina
| Prova      | Or                                     | Argent                                     | Bronze                              |
| Individual | Nicolás Massú                          | Mardy Fish                                 | Fernando González                   |
| Dobles     | Xile Fernando González · Nicolás Massú | Alemanya Nicolas Kiefer · Rainer Schüttler | Croàcia Mario Ančić · Ivan Ljubičić |

### Categoria femenina
| Prova      | Or                                     | Argent                                             | Bronze                                     |
| Individual | Justine Henin                          | Amélie Mauresmo                                    | Alicia Molik                               |
| Dobles     | R.P. de la Xina Li Ting · Sun Tiantian | Espanya Conchita Martínez · Virginia Ruano Pascual | Argentina Paola Suárez · Patricia Tarabini |

## Medaller

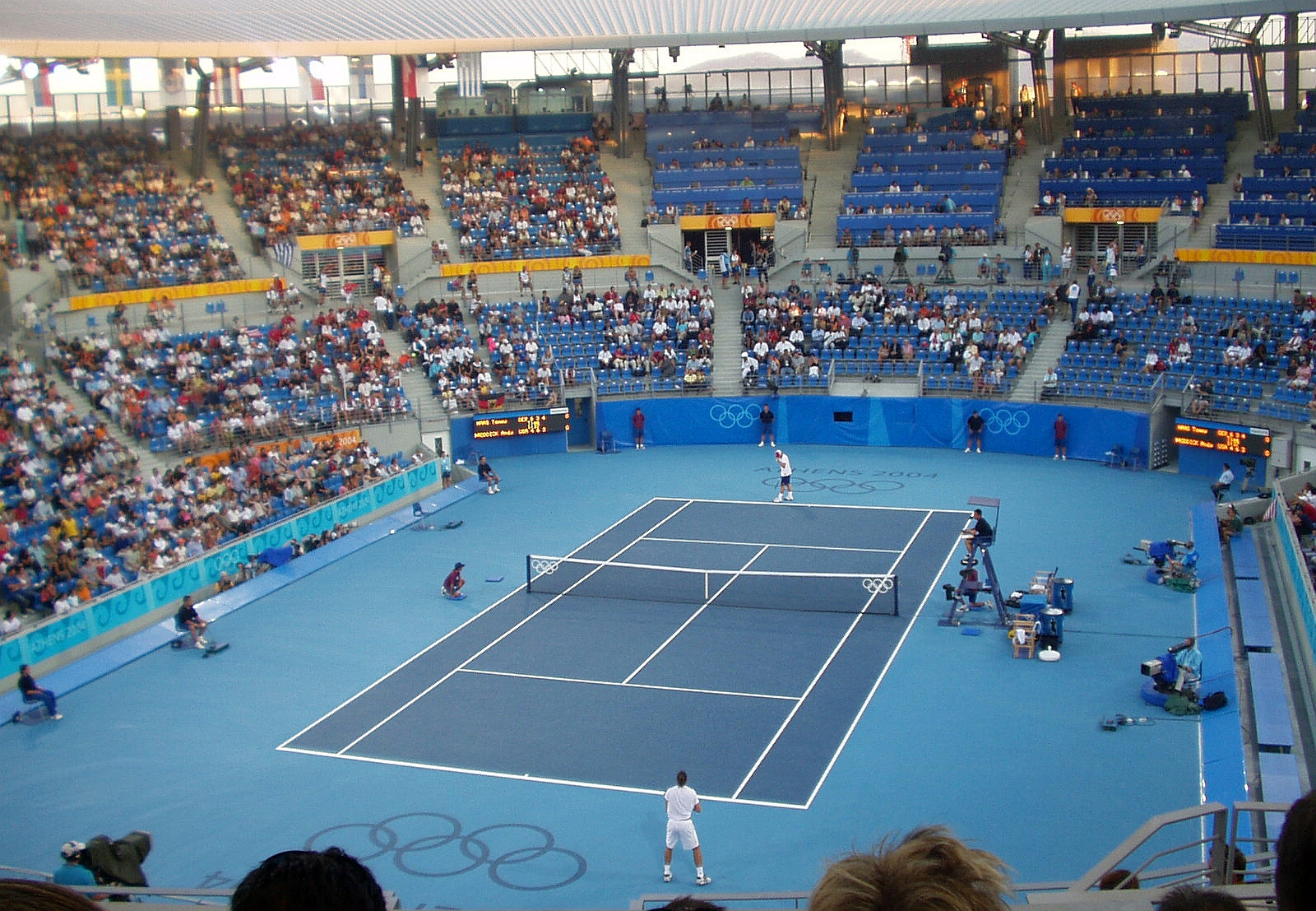
Partit disputat durant els Jocs Olímpics.

| Posició | País            | Or | Argent | Bronze | Total |
| 1       | Xile            | 2  | 0      | 1      | 3     |
| 2       | Bèlgica         | 1  | 0      | 0      | 1     |
| 2       | R.P. de la Xina | 1  | 0      | 0      | 1     |
| 4       | Alemanya        | 0  | 1      | 0      | 1     |
| 4       | Espanya         | 0  | 1      | 0      | 1     |
| 4       | Estats Units    | 0  | 1      | 0      | 1     |
| 4       | França          | 0  | 1      | 0      | 1     |
| 8       | Argentina       | 0  | 0      | 1      | 1     |
| 8       | Austràlia       | 0  | 0      | 1      | 1     |
| 8       | Croàcia         | 0  | 0      | 1      | 1     |
| Total   | Total           | 4  | 4      | 4      | 12    |